# Jaripeo
Jaripeo (spaniolă: [xaɾiˈpeo] ⓘ) este o formă de călărie practicată mai ales în Mexicul Central și de Sud care s-a dezvoltat în secolul al XVI-lea. Inițial, a fost o formă de luptă cu taurul, în care călărețul a călărit taurul  până la extenuare, dar a evoluat într-o formă în care călărețul încearcă pur și simplu să călărească animalul până acesta încetează să încerce să-l arunce de pe spate.